# 马尔内济亚
马尔内济亚（法語：Marnézia，法語發音：[maʁnezja]）是法国汝拉省的一个市镇，位于该省中南部，属于隆斯勒索涅区。

## 地理
马尔内济亚（46°34'29"N, 5°38'26"E）面积4.97 平方千米，位于法国勃艮第-弗朗什-孔泰大區汝拉省，该省份为法国东部内陆省份，北起上索恩省，西北接科多尔省，西临索恩-卢瓦尔省，南至安省，东与杜省和瑞士接壤。
与马尔内济亚接壤的市镇（或旧市镇、城区）包括：普瓦德菲奥勒、栋皮埃尔叙蒙、拉尔吉莱马尔索奈、梅罗纳、梅努瓦、诺尼亚。

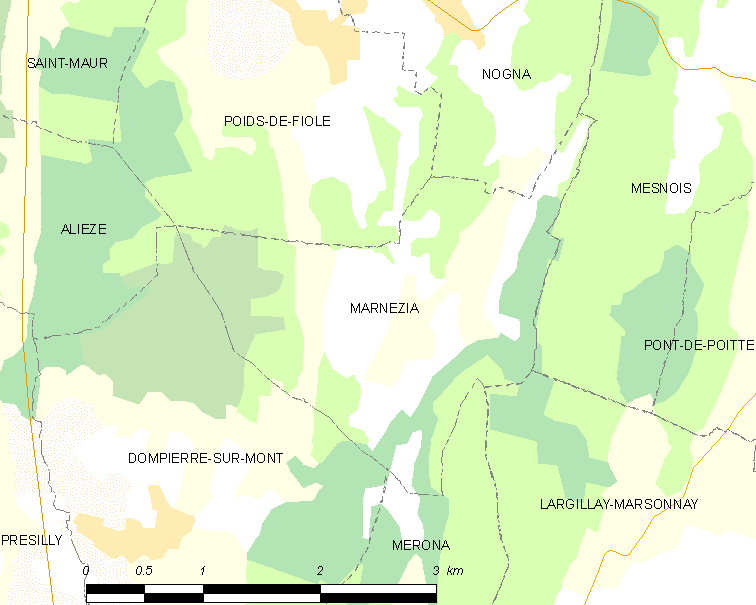
马尔内济亚的OSM定位图

马尔内济亚的时区为UTC+01:00、UTC+02:00（夏令时）。

## 行政
马尔内济亚的邮政编码为39270，INSEE市镇编码为39314。

## 政治
马尔内济亚所属的省级选区为穆瓦朗昂蒙塔涅县。

## 人口

1962-2008年间马尔内济亚人口变化图示

马尔内济亚于2022年1月1日时的人口数量为68人。